# Gustav Bosse Verlag
Der Gustav Bosse Verlag ist ein Musikbuchverlag mit Sitz in Kassel und einem Schwerpunkt auf musikpädagogischen Publikationen.

## Geschichte
Der 1912 in Regensburg von Gustav Bosse (1884–1943) gegründete Verlag veröffentlichte in den ersten Jahrzehnten vor allem wissenschaftliche und populärwissenschaftliche Bücher zur Musik. Schwerpunkte lagen dabei auf der Musikgeschichte des 19. Jahrhunderts, besonders auf Richard Wagner und Anton Bruckner.
Der Verlag ist belastet wegen seiner Rolle während der Zeit des Nationalsozialismus, da das NSDAP-Mitglied Gustav Bosse sich durch Publikationen, die der offiziellen Parteilinie entsprachen – unter anderem von Peter Raabe, dem Präsidenten der Reichsmusikkammer – zu profilieren suchte. Die Wurzeln der nationalistischen Grundhaltung reichen allerdings bis in die Anfänge des Verlages zurück.
Auf der 1946–53 publizierten Liste der auszusondernden Literatur finden sich folgende Bosse-Publikationen:
- Konrad Huschke: Die deutsche Musik und unsere Feinde. Regensburg: Bosse 1921.
- Martin Karl Hasse: Vom deutschen Musikleben. Regensburg: Bosse 1933.
- Karl Hasse: Von deutschen-Meistern. Regensburg: Bosse 1934.
- Peter Raabe: Die Musik im Dritten Reich. 3 Bde. Regensburg: Bosse 1935.
- Karl Hasse: Von deutscher Kirchenmusik. Regensburg: Bosse 1936.
- Peter Raabe: Kulturwille im deutschen Musikleben. Regensburg: Bosse 1936.
- Fritz Stege: Bilder aus der deutschen Musikkritik. Regensburg: Bosse 1936.
- Robert Pessenlehner: Vom Wesen der Deutschen Musik. Regensburg: Bosse 1937.
- Walter Trienes: Musik in Gefahr. Regensburg: Bosse 1940.
- Erich Valentin: Ewig klingende Weise. Regensburg: Bosse 1940.

Nach dem Tod von Gustav Bosse leitete sein Bruder Walther Bosse das Unternehmen von 1943 bis 1948. Seitdem wurde es durch dessen Sohn Bernhard Bosse (1921–2016), auch nach der 1957 erfolgten Eingliederung in das Bärenreiter-Werk (Karl Vötterle), weitergeführt. Der Standort Regensburg blieb zunächst erhalten.
1957 erfolgte die Umwandlung in eine KG, die weiterhin als Gustav Bosse Verlag in Regensburg firmiert und in die K. Vötterle (Bärenreiter-Verlag) als persönlich haftender Gesellschafter eintrat.
Seit den 1960er-Jahren erweiterte sich das Verlagsprogramm um Bücher und Unterrichtswerke zur Musikpädagogik, um Notenausgaben für Laienmusik, um das „Neue Geistliche Lied“ und um Chorausgaben mit Musik aus der Popularmusik.
In Zusammenarbeit mit dem Verband deutscher Musikschulen erschien 1970 das erste deutschsprachige Programm zur Musikalischen Früherziehung „Tina & Tobi“.
1993 wurde die Regensburger Arbeitsstelle nach Kassel verlegt. Das Programm mit dem Schwerpunkt Musikpädagogik blieb eigenständig und wird neuen Tendenzen angepasst. Zu Standardwerken für den Gebrauch im schulischen Musikunterricht wurde Chor aktuell, eine Sammlung mit einfachen Chorsätzen, die inzwischen in Ausgaben für drei Altersstufen (Chor aktuell, Chor aktuell junior, Chor aktuell Basis) erschienen ist. Neben den Programmen zur musikalischen Elementarerziehung (Tina und Tobi, Spiel und Klang, Timpano [2016]) sind Chormusikreihen wie Jazz im Chor erfolgreich.
Verlagsleiter von 1987 bis 1993 war Theodor Geißler, Chefredakteur und Herausgeber der Neuen Musikzeitung. Er gründete 1993 den ConBrio Verlag und nahm Teile des Bosse-Verlages mit.
Im Jahr 2021 wurde der Bosse-Verlag, unter Beibehaltung des Namens und Verlagsprogramms durch den Bärenreiter-Verlag übernommen.

## Publikationen
- Deutsche Musikbücherei; mit der Ausgabe der Briefe von J. S. Bach durch H. und E. H. Müller von Asow (1940) setzt die Zählung dieser Buchreihe wieder bei I ein (mit Bd. LXVI, 1952 abgeschlossen).
- Von deutscher Musik (mit Bd. LXXI, 1949 abgeschlossen), eine Schriftensammlung.
- 1929–55 übernahm der Verlag die Zeitschrift für Musik (ZfM), heute Neue Zeitschrift für Musik.
- Kölner Beiträge zur Musikforschung.
- Forschungsbeiträge zur Musikwissenschaft (seit 1955)
- Beiträge zur Musikgeschichte des 19. Jh. Publikationen des Arbeitskreises Musikwissenschaft im Forschungsunternehmen 19. Jh. der Fritz Thyssen Stiftung (1965–?)
- Regensburger Beiträge zur musikalischen Volks- und Völkerkunde, (hrsg. v. F. Hoerburger) seit 1969.
- 1952 Mitteilungsblatt der Musikalischen Jugend Deutschlands gegründete gleichnamige Zeitschrift; wurde 1969 in Neue Musikzeitung umbenannt.

Weitere Reihen mit musikpädagogischem Schwerpunkt folgten, u. a.:
- Bosse Musik Paperback (1973),
- Perspektiven – Schriften zur Musikpädagogik und Musikwissenschaft (1977),
- Materialien und Dokumente aus der Musikpädagogik (1977).
- Treffpunkt Musik (1986)